# Francisco Marto
Francisco de Jesus Marto (Aljustrel, Fátima, 11 de junho de 1908 — Aljustrel, Fátima, 4 de abril de 1919) foi um dos três pastorinhos que afirmou ter visto Nossa Senhora, na Cova da Iria, em Fátima, entre 13 de maio e 13 de outubro de 1917.
Foi beatificado pelo Papa João Paulo II, no dia 13 de maio de 2000, no Santuário de Fátima, em Portugal, e foi canonizado pelo Papa Francisco, no mesmo local, no dia 13 de maio de 2017, por ocasião das celebrações do centenário das aparições de Fátima.
Ele e sua irmã Jacinta Marto foram as duas primeiras crianças não mártires a ser elevadas à categoria de santos pela Igreja Católica.

## Biografia
Um dos filhos de Manuel Pedro Marto e de sua mulher Olímpia de Jesus dos Santos, Francisco nasceu a 11 de junho de 1908, foi baptizado na Igreja Paroquial de Fátima, a 20 de junho de 1908, e era uma criança típica do Portugal rural da época. Como não era obrigatório, ele não frequentava a escola e trabalhava como pastor em conjunto com a sua irmã Jacinta Marto e a sua prima Lúcia dos Santos. Após os eventos sobrenaturais que viriam a ser conhecidos como "as aparições de Fátima", Francisco ingressou no ensino primário, mas por motivo de doença acabou por deixar de assistir às aulas.

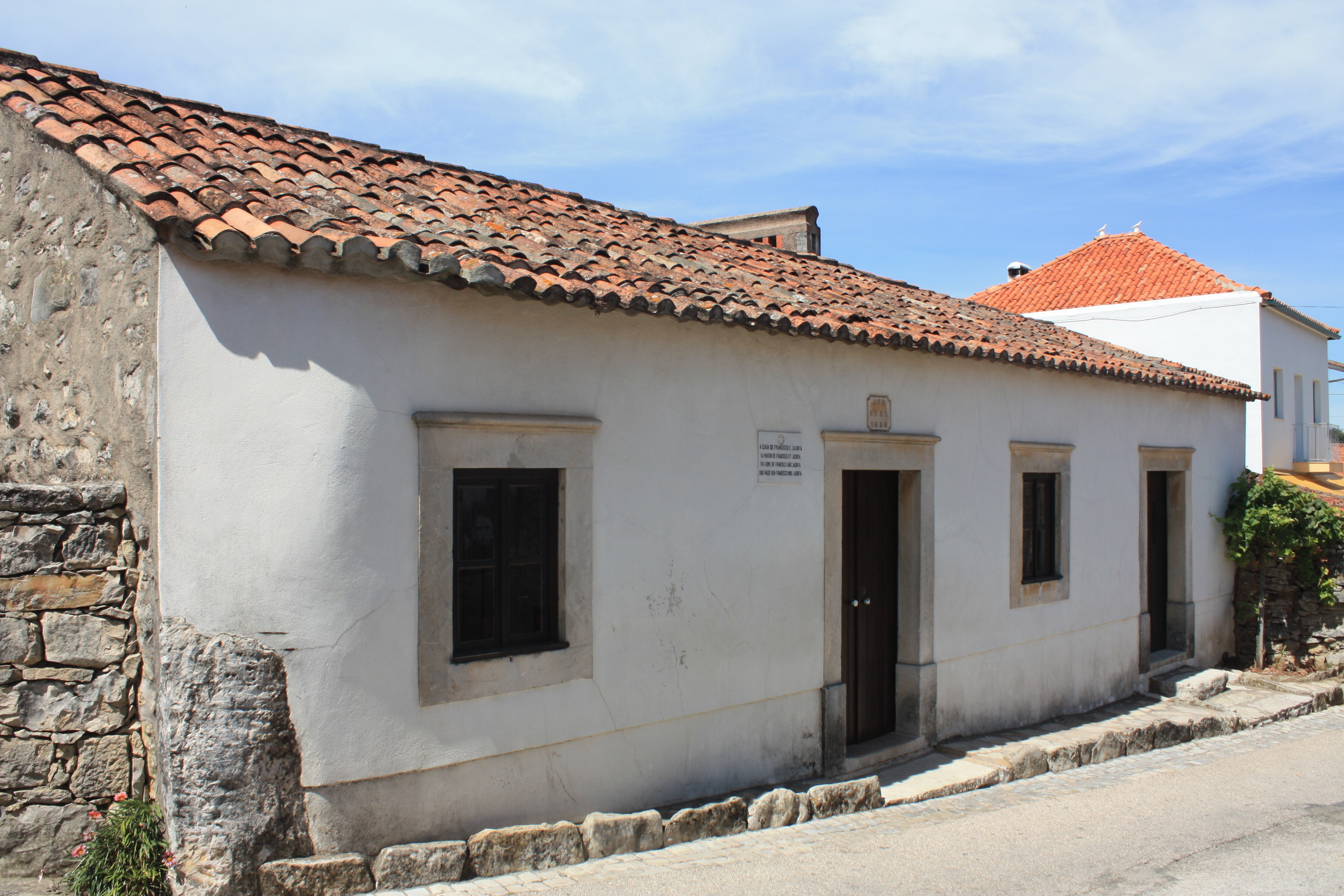
Casa onde nasceram os santos Francisco e Jacinta Marto em Aljustrel, Fátima.

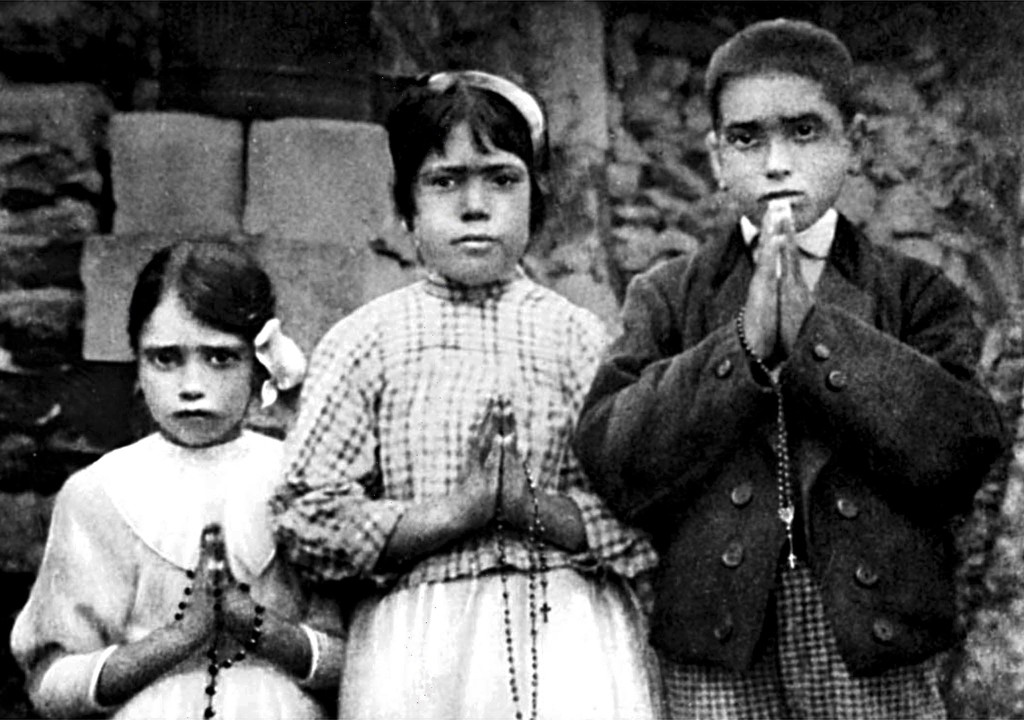
Lúcia dos Santos (aos dez anos de idade, no meio) e seus dois primos: Francisco Marto (de nove anos) e Jacinta Marto (de sete anos) segurando seus rosários.

De acordo com as memórias de Lúcia, Francisco era um rapaz muito dado, mas calmo, e gostava de música, o qual mostrava habilidade no pífaro. Sendo muito independente nas opiniões, era, no entanto, pacificador, e mostrava-se muito respeitoso pelas pessoas. Conta a sua prima que até os animais não escapavam à sua caridade.
Na sequência das aparições marianas, o comportamento dos dois irmãos alterou-se e desde então Francisco passou a preferir rezar sozinho. Marcado pelas palavras de Nossa Senhora para "que não ofendam mais a Deus", ele retirava-se na solidão "para consolar Jesus pelos pecados do mundo".
As três crianças, particularmente o Francisco, tinham o costume de praticar mortificações e penitências, mas que Nossa Senhora, numa das Suas aparições, pedira moderação. Contudo, como penitência, Francisco deixara de ir à escola e escondia-se para fazer reparação pelos pecadores. É possível que os prolongados jejuns o tenham enfraquecido a ponto de sucumbir à epidemia gerada pela pneumónica que varreu a Europa em 1918, em consequência da Primeira Guerra Mundial. Ele acabou por falecer em casa, na freguesia de Fátima, a 4 de abril de 1919. O seu corpo encontra-se sepultado na Basílica de Nossa Senhora do Rosário em Fátima.
Francisco e a irmã Jacinta Marto foram beatificados pelo Papa João Paulo II em 13 de maio de 2000. O seu dia festivo é 20 de fevereiro. A sua canonização realizada pelo Papa Francisco ocorreu no dia 13 de maio de 2017, por ocasião das celebrações do centenário das aparições de Fátima.

## Eventos históricos

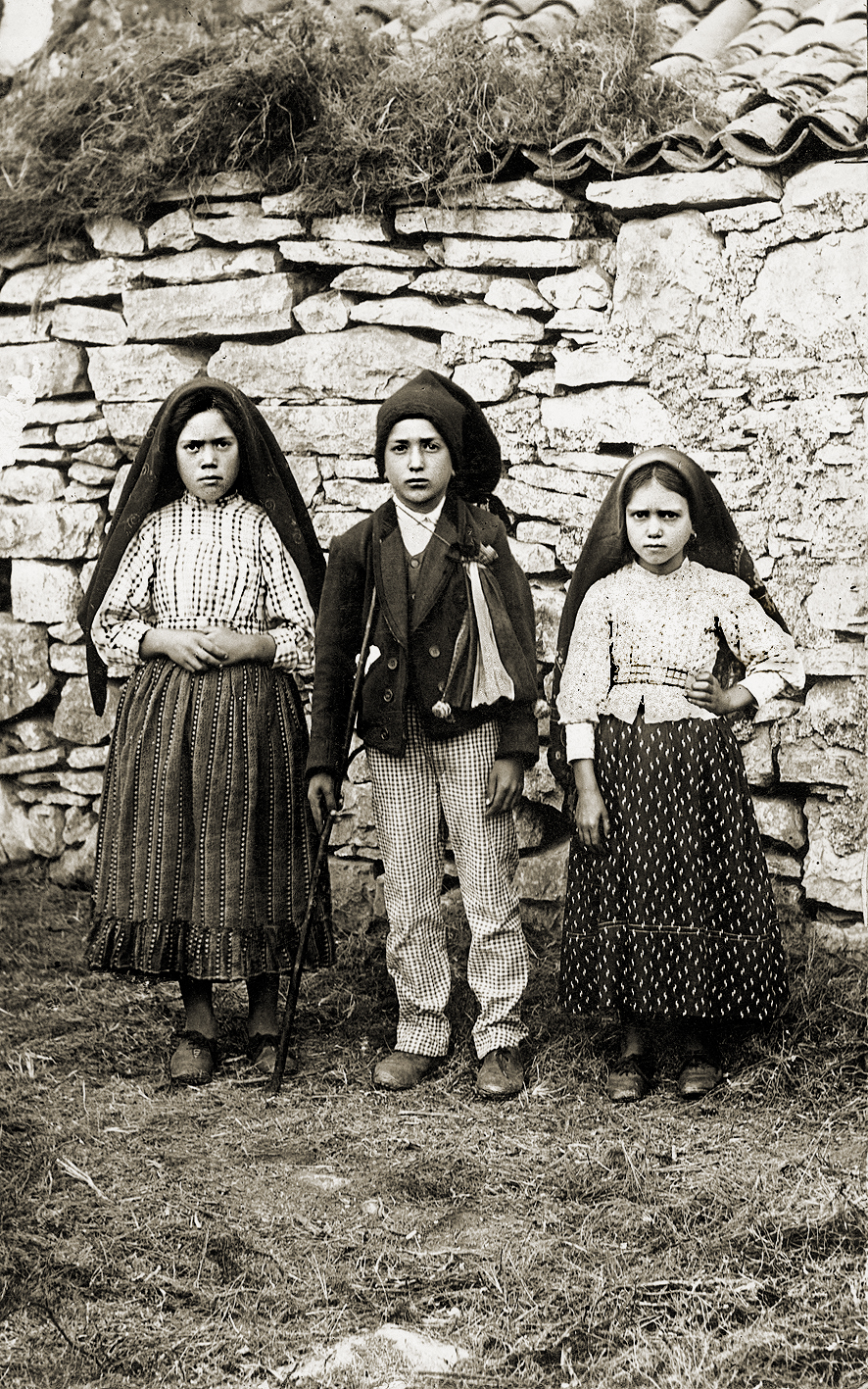
Os três pastorinhos de Fátima: Lúcia, Francisco e Jacinta.

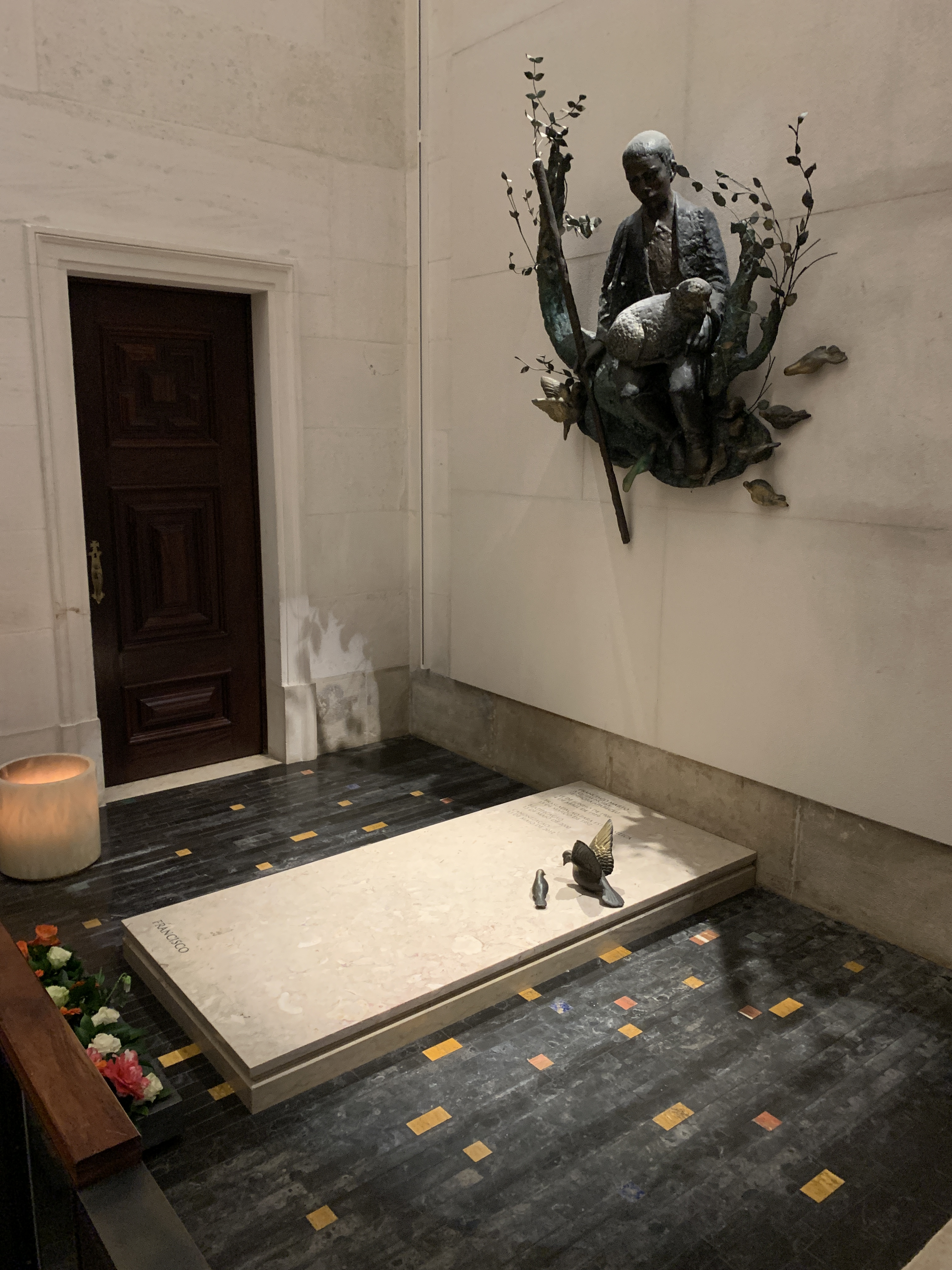
Túmulo de São Francisco Marto no Santuário de Fátima, Portugal.

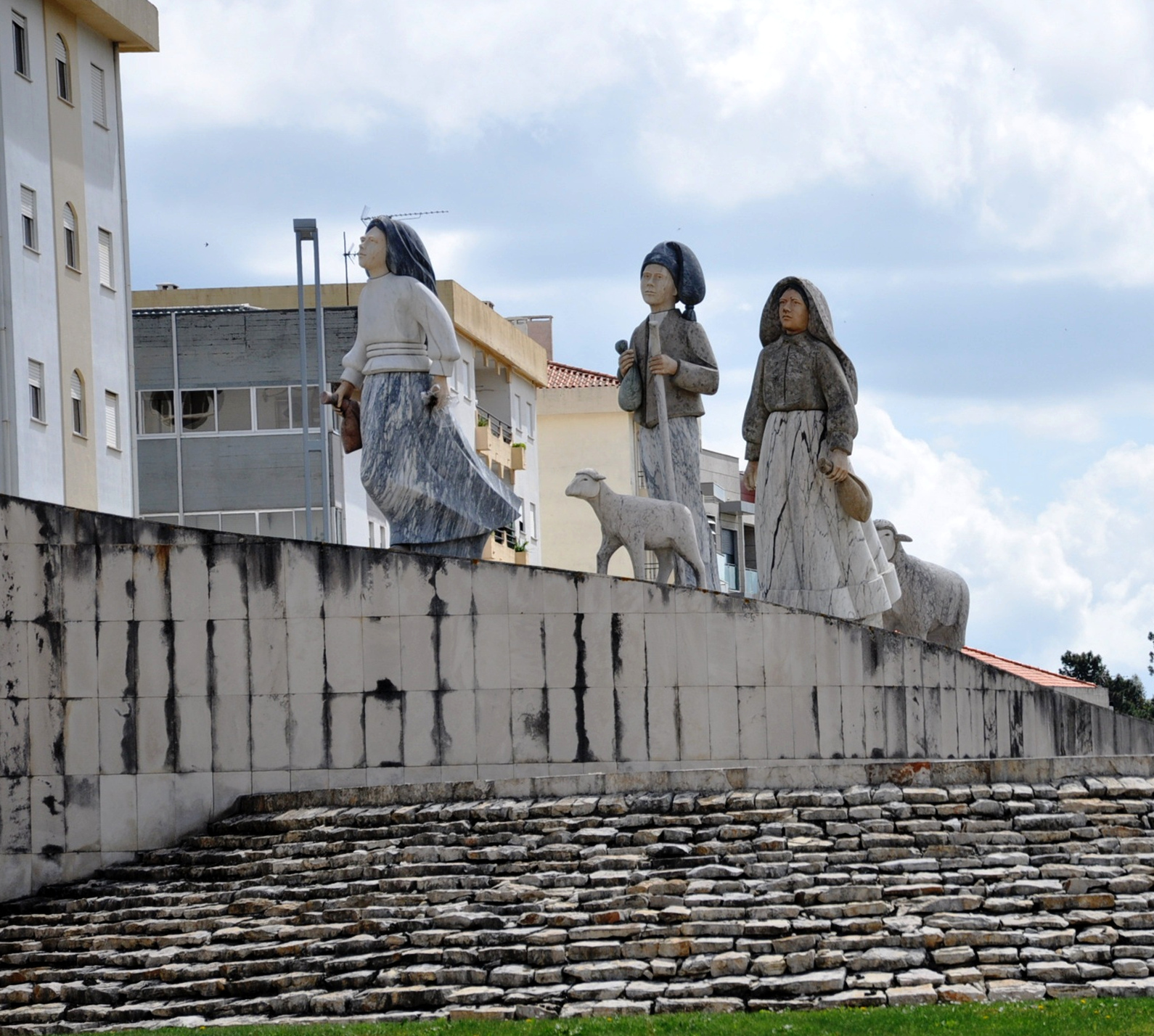
Rotunda-monumento dedicada aos três pastorinhos em Fátima.

Apresenta-se a seguir uma cronologia de alguns eventos históricos relacionados com Francisco Marto:
- 11 de Junho de 1908 - Nasce em Aljustrel, Fátima.
- 1916 - Lúcia dos Santos, Francisco e Jacinta Marto assistem a aparições do Anjo de Portugal.
- 1917 - De Maio a Outubro, os três pastorinhos afirmam ver Nossa Senhora na Cova da Iria.
- 23 de Dezembro de 1918 - Jacinta e Francisco adoecem, vítimas de pneumónica.
- 4 de Abril de 1919 - Morre na casa da sua família, em Aljustrel. É sepultado no cemitério de Fátima.
- 13 de Março de 1952 - Os seus restos mortais são trasladados para a Basílica de Fátima. É sepultado junto de sua irmã Jacinta.
- 13 de Maio de 1989 - O Papa João Paulo II publica o decreto que proclama a heroicidade das virtudes dos videntes Francisco e Jacinta Marto.
- 13 de Maio de 2000 - Beatificação em Fátima dos pastorinhos Francisco e Jacinta Marto pelo Papa João Paulo II.
- 11 de Março de 2010 - Celebração do centenário do seu nascimento com a audiência do Papa Bento XVI.
- 12 e 13 de Maio de 2010 - O Papa Bento XVI visita o Santuário de Fátima no 10.º aniversário da beatificação dos  pastorinhos Jacinta e Francisco.[6][7]
- 23 de Março de 2017 - O Papa Francisco aprova o milagre necessário para a canonização dos beatos Francisco e Jacinta Marto.[8]
- 20 de Abril de 2017 - O Papa Francisco confirma a canonização dos beatos Francisco e Jacinta Marto para o dia 13 de maio de 2017, por ocasião das celebrações do Centenário das Aparições de Fátima.[3]
- 12 e 13 de Maio de 2017 - O Papa Francisco visita como peregrino o Santuário de Fátima, na comemoração do centenário das Aparições. No dia 13 preside à celebração eucarística e canoniza o beato Francisco juntamente com a sua irmã Jacinta. Os dois irmãos são os mais jovens santos não-mártires na história da Igreja Católica.[9]